# Pierre Péju

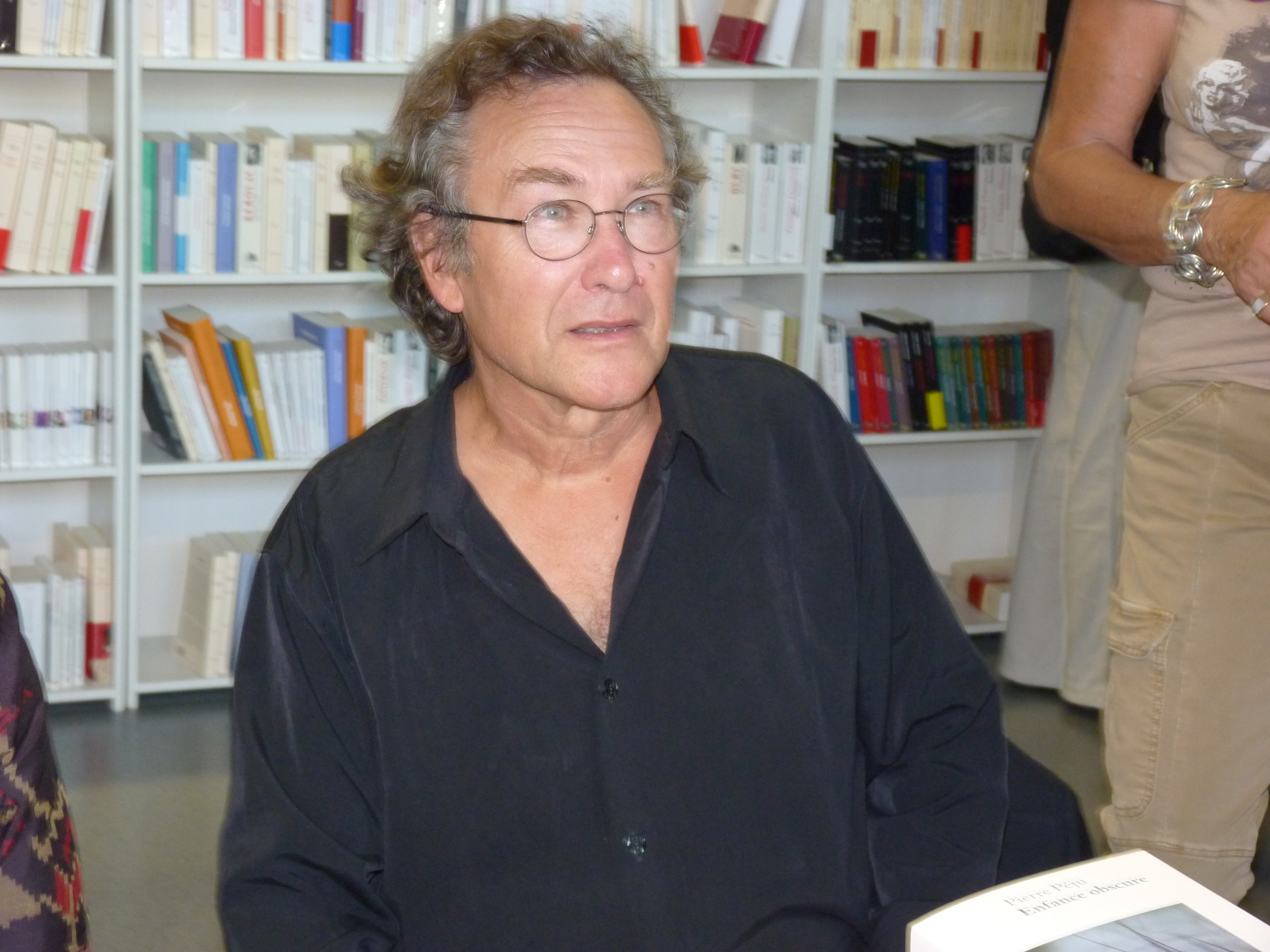
Pierre Péju beim 24. Festival du Livre de Mouans-Sartoux, 2011.

Pierre Péju (* 23. August 1946 in Lyon) ist ein französischer Schriftsteller.

## Leben
Pierre Péju entstammt einer bekannten Familie in Lyon: Sein Großvater Élie Péju (1901–1969) hatte sich bei der deutschen Besetzung im Zweiten Weltkrieg der Widerstandsbewegung Franc-Tireur angeschlossen, in der mit Jean-Pierre Lévy zusammenarbeitete. Pierre Péjus Vater Raymond Péju (1924–2018) und der Onkel Georges Péju (1930–2016) führten viele Jahre in Lyon die Buchhandlung „La Proue“. Der Onkel Marcel Péju (1922–2005) war Journalist.
Er studierte zunächst Philosophie an der Sorbonne und war Dozent für Philosophie im Lycée international Stendhal in Grenoble und später in gleicher Funktion am Collège international de philosophie in Paris. Politisch interessiert, stand Péju der 68er-Bewegung nahe und nahm im Mai 1968 aktiv an den Studenten-Demonstrationen teil.
Péju arbeitete für verschiedene Zeitungen und ist Autor von Romanen, Essays, Meldungen und Märchen. Unter anderem ist er auch für die Ausgaben von deutschen romantischen Werken im Verlagshaus éditions José Corti zuständig. Darüber hinaus verfasste er Biographien zu diversen Dichtern der Romantik, wie z. B. zu Adelbert von Chamisso, E.T.A. Hoffmann, Ludwig Tieck und Bonaventura.

## Ehrungen
- 1996: Prix Rhône-Alpes du Livre für „Naissances“
- 1996: Prix „Autres“ für „La vie courante“
- 2003: Prix du Livre Inter für „La petite chartreuse“
- 2005: Prix du Roman Fnac für „Le rire de l’ogre“
- 2019: Ritter vom Ordre des Arts et des Lettres

## Werke (Auswahl)
Biografien
- Hoffmann et ses doubles. E.T.A. Hoffmann biographie. Séguier, Paris 1988.
- L’ombre de soi-même. Vie et œuvre de E.T.A. Hoffmann. Éditions Phébus, Paris 1992.
- L’ombre et la vitesse. Adelbert von Chamisso. Gallimard, Paris 1991.
- Teintes pastels et encres noires. Ludwig Tieck. R. Laffont, Paris 1993.

Erzählungen
- Vitesses pour traverser les jours. (= Les lettres nouvelles). Maurice Nadeau, Paris 1980, ISBN 2-86231-020-4.
- Premiers personnages du singulier. Robert Laffont, Paris 1984, ISBN 2-221-01281-X.

Essais
- La tentation de la mappemonde. Editions Le Verbe et l'Empreinte, Paris 2003.

Kinder- und Jugendbücher
- La petite fille dans la fôret des contes. R. Laffont, Paris 1981 u. 1991.
- Pourquoi moi, je suis moi. Illustriert von Sandrine Martin. Gallimard, Paris 2014.

Romane
- La part du sphinx. Robert Laffont, Paris 1987, ISBN 2-221-05388-5.
- La vie courante. Maurice Nadeau, Paris 1996, ISBN 2-86231-132-4.
- Naissances. (= Haute enfance). Editions Gallimard, Paris 1998, ISBN 2-07-075283-6.
- La Petite Chartreuse. Gallimard, Paris 2002 u. 2005, ISBN 2-07-031330-1.
  - Deutsche Ausgabe: Die kleine Kartäuserin. Übersetzt von Elsbeth Ranke. Piper, München 2017, ISBN 978-3-492-50149-1.
- Le rire de l'ogre. Éditions Gallimard, Paris 2007, ISBN 978-2-07-034252-5.
  - Deutsche Ausgabe: Schlaf nun selig und süß. Übersetzt von Elsbeth Ranke. Piper, München 2007, ISBN 978-3-492-04917-7.
- La diagonale du vide. Éditions Gallimard, Paris 2009, ISBN 978-2-07-078103-4.

| Personendaten    | Personendaten       |
| ---------------- | ------------------- |
| NAME             | Péju, Pierre        |
| KURZBESCHREIBUNG | französischer Autor |
| GEBURTSDATUM     | 23. August 1946     |
| GEBURTSORT       | Lyon                |